# Lista över vanligaste träden i Sverige
Detta är en lista över träd som är vanliga i Sverige, mätt som totalt virkesförråd – volymen virke (miljoner kubikmeter skog, m3sk) i levande träd i Sverige. Gran och tall är de överlägset vanligaste träden. Observera att de regionala skillnaderna är stora; till exempel finns över hälften av all bok i Skåne län, där den är det vanligaste trädet av alla. Regionala skillnader framgår inte av denna lista.
| Rank | Trädart        | Volym (milj. m3sk) | Andel (%) |
| ---- | -------------- | ------------------ | --------- |
| 1    | Gran           | 1434               | 39,82     |
| 2    | Tall           | 1389               | 38,57     |
| 3    | Björk          | 472                | 13,11     |
| 4    | Asp            | 67,8               | 1,88      |
| 5    | Al             | 62,1               | 1,72      |
| 6    | Contortatall   | 55,0               | 1,53      |
| 7    | Ek             | 50,8               | 1,41      |
| 8    | Bok            | 24,0               | 0,67      |
| 9    | Sälg           | 18,1               | 0,50      |
| 10   | Rönn           | 7,5                | 0,21      |
| 11   | Ask            | 5,4                | 0,15      |
| 12   | Lönn           | 3,5                | 0,10      |
| 13   | Lärk           | 2,7                | 0,07      |
| 14   | Lind           | 1,4                | 0,04      |
| 14   | Fågelbär       | 1,4                | 0,04      |
| 16   | Alm            | 1,3                | 0,04      |
| 17   | Avenbok        | 0,8                | 0,02      |
|      | Övriga lövträd | 5,5                | 0,15      |
|      | Summa:         | 3601               | 100,0     |